# Michael Szyszkowitz
Michael Szyszkowitz (* 26. September 1944 in Graz; † 26. Februar 2016 auf den Malediven) war ein österreichischer Architekt.

## Leben und Wirken
Michael Szyszkowitz wurde 1944 in Graz als zweiter Sohn des österreichischen Malers Rudolf Szyszkowitz geboren. Szyszkowitz studierte an der Technischen Universität Graz Architektur. 1970–1971 arbeitete er im Auftrag der Grazer Architekten Domenig & Huth an den Olympiabauten von Behnisch & Partner in München. Dort lernte er Karla Kowalski kennen und arbeitete seit 1973 mit ihr zusammen. 1978 gründete er mit ihr das gemeinsame Architekturbüro Szyszkowitz + Kowalski in Graz.
Szyszkowitz war Mitbegründer und später auch Präsident des Hauses der Architektur in Graz und Prüfungskommissär an den Technischen Universitäten Graz und Stuttgart. 1998 wurde er als Universitätsprofessor an den Lehrstuhl der Technischen Universität Braunschweig berufen und leitete bis 2012 dort das Institut für Gebäudelehre und Entwerfen. Von 2003 bis 2005 war er Dekan des Fachbereiches für Architektur. 
Michael Szyszkowitz war seit 1999 Mitglied der Altstadtsachverständigenkommission Graz (ASVK).